# Championnat de Suisse de combiné nordique 2013
Le championnat de Suisse de combiné nordique 2013 s'est déroulé le 6 octobre 2013 à Chaux-Neuve, en France. L'épreuve a couronné le champion en titre, Tim Hug.

## Résultats

### Seniors
| Rang | Athlète                 |
| ---- | ----------------------- |
| 1    | Tim Hug                 |
| 2    | Jan Kirchhofer          |
| 3    | Christian Erichsen (de) |

#### Anecdote
La compétition, se déroulant en France, était ouverte aux coureurs locaux. Plusieurs français se sont donc alignés au départ de la course, qui a été remportée par l'un d'entre eux : Jason Lamy-Chappuis. Le premier Suisse est arrivé cinquième de la course : ainsi donc, le champion de Suisse a défendu victorieusement son titre en arrivant cinquième.

### Moins de 16 ans
| Rang | Athlète       |
| ---- | ------------- |
| 1    | Manuel Fuchs  |
| 2    | Kevin Romang  |
| 3    | Dominik Peter |